# Volleyball Niederösterreich Sokol/Post SV
Der Volleyball Niederösterreich Sokol/Post SV ist ein österreichischer Volleyballverein aus Schwechat in Niederösterreich. Der Verein wurde 1990 als SV Schwechat Sokol zusammen mit TJ Sokol V Wien in Schwechat gegründet. Sokol V Wien hat zu diesem Zeitpunkt schon eine Spielgemeinschaft mit dem Post SV Wien. SVS Sokol übernahm diese Spielgemeinschaft. Zusammen haben diese drei Vereine mehr als 40 Meistertiteln und 20 Pokalsiege gewonnen und ist somit die erfolgreichste österreichische Spielgemeinschaft im Frauenvolleyball.
Der Verein ist Mitglied des Niederösterreichischen Volleyball Verbandes und des ASKÖ. Die Heimspiele werden in der Sporthalle des Ballsportgymnasium Erdberg und in der Sporthalle Brigittenau in der Hopsagasse ausgetragen, die Vereinsfarben sind schwarz.

## Geschichte
Der Verein Volleyball Niederösterreich wurde 1990 als SV Schwechat Sokol auf Initiative von dem damaligen Bürgermeister Rudolf Tonn zusammen mit TJ Sokol V Wien in Schwechat gegründet. Sokol V Wien hat zu diesem Zeitpunkt schon eine Spielgemeinschaft mit dem Post SV Wien. SVS Sokol übernahm diese Spielgemeinschaft.

### Sokol V Wien
Die Ursprünge von Sokol V Wien reichen bis in den 1860er Jahren zurück als die Turnbewegung sich über die Habsburgermonarchie ausbreitete. 1867, als Österreich-Ungarn gegründet wurde, entstand der Sportverein Sokol als Turnverein in Wien. Erstmals wurde in den Sokolvereinen 1926 Volleyball gespielt. Sokol war 1953 einer der Gründungsmitglieder des Österreichischen Volleyballverbandes. Die Herrenmannschaft spielte bis 2016 unter dem Namen Schwechat Sokol V.
Namensänderungen
- 1867–1925: Sokol Wien
- 1925–1940er: Sokol V Wien
- 1940er–2001: TJ Sokol V Wien

### Post SV Wien
Der Dachverband des Post SV Wien wurde 1919 als Sportverein der Post-, Telegraphen- und Fernsprechangestellten Österreichs gegründet.
Namensänderungen
- 1919–1988: Post SV Wien
- 1988–1990: Post SV Wien-PSK
- 1990–1994: Post SV Wien-Teleges
- 1994–1997: Post SV Wien-Gulet
- 1997–1999: Fujitsu-Post SV Wien
- 1999–2000: Post SV Wien-Telekom Austria
- 2000–2001: Post SV Wien

### SG SV Schwechat
Namensänderungen
- SG SV Schwechat/PSV Telekom (2001–2002)
- SG SV Schwechat/PSV Kuoni (2002–2005)
- SG SV Schwechat/Post SV (2005–2009)
- SG SVS Post (2009–2016)
- VB Niederösterreich Post SV (2016–2017)
- VB NÖ Sokol Post (2017–heute)

## Titel und Erfolge

### Nationale Titel
Frauen
- 46 × Österreichischer Meister:

als TJ Sokol V Wien (8 Titel): 1953, 1954, 1955, 1956, 1957, 1958, 1959, 1983
als Post SV Wien (22 Titel): 1973, 1974, 1975, 1976, 1977, 1978, 1984, 1985, 1987, 1988, 1989, 1990, 1991, 1992, 1994, 1995, 1996, 1997, 1998, 1999, 2000, 2001
als SG SV Schwechat/Post SV (16 Titel): 2002, 2003, 2004, 2005, 2006, 2007, 2008, 2009, 2010, 2011, 2012, 2013, 2014, 2015, 2016, 2017
- 25 × Österreichischer Cupsieger:

als Post SV Wien (15 Titel): 1981, 1982, 1985, 1986, 1987, 1989, 1990, 1994, 1995, 1996, 1997, 1998, 1999, 2000, 2001
als SG VB NÖ Sokol/Post (10 Titel): 2002, 2003, 2005, 2006, 2010, 2012, 2013, 2014, 2015, 2016
Herren
- 9 × Österreichischer Meister

als TJ Sokol X Wien (5 Titel): 1953, 1954, 1955, 1956, 1968
als TJ Sokol V Wien (3 Titel): 1980, 1986, 1991
als Post SV Wien (1 Titel): 1982
- 7 × Österreichischer Cupsieger

als TJ Sokol V Wien (6 Titen): 1985, 1986, 1987, 1988, 1990, 1991
als Post SV Wien (1 Titel): 1981